# Národní studentská organizace

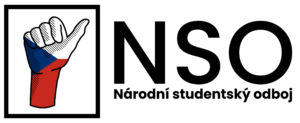
Logo organizace

Národní studentská organizace (NSO) (dříve národní studentský odboj) je studentská organizace, která se zabývá stavem českého školství. Chce navrhovat změny ve školství a tím prosazovat kvalitnější výuku studentů jak na základních, tak na středních i vysokých školách. Od letních prázdnin roku 2022 je organizace nečinná. 

## Historie a dosavadní činnost
Národní studentský odboj existuje od 4. června 2020,[zdroj?] do širšího povědomí však vešel až po zahájení workshopové série Škola 2.0 v dubnu 2021. Zatím proběhlo 5 workshopů (čtyři veřejné a jeden interní):
1. Síla paměti (s Liborem Činkou o fungování paměti)
2. Myšlenkové mapy (s Ellen Činkovou o myšlenkových mapách)
3. Efektivní techniky učení (s Liborem Činkou o efektivních technikách čtení a učení)
4. Jak být aktivní student... a netrefit přitom strom (s Vladimírem Hrubanem o aktivním studentství)
5. První pomoc (interní workshop, s Lucii Kadlečkovou o správných postupech první pomoci).

## Vize
Podle své vize chce iniciativa výrazně zvýšit počet svých členů, získat data od expertů a širé veřejnosti, a pak se připojit do jednání poradních orgánů ministerstva školství (MŠMT ČR). Hodlá vytvořit tři orgány, a to:
- Garantský orgán: bude sestávat z jednoho garanta pro každou úroveň vzdělávání. S garanty bude spolupracovat síť zástupců z jednotlivých škol, od základních až po vysoké. Díky názorům těchto žáků a studentů bude NSO mít možnost realizovat změny v českém školství.
- Analytický orgán: bude připravovat podklady a návrhy na realizaci k bodům sepsaným garanty, získaným od žáků a studentů.
- Odborný orgán: bude složen z odborníků na školství, od nichž bude NSO dostávat zpětnou vazbu, podle které své body vždy před veřejnou prezentací upraví.

Následně NSO hodlá své materiály společně se zástupci dalších iniciativ prezentovat MŠMT ČR. Chtějí jednat společně za všechny žáky a studenty, prosazovat jejich názory a postarat se o to, aby hlas mladých byl vyslyšen.